# Ridgecrest (Luisiana)
Ridgecrest é uma cidade  localizada no estado americano de Luisiana, na Paróquia de Concordia.

## Demografia
Segundo o censo americano de 2000, a sua população era de 801 habitantes.
Em 2006, foi estimada uma população de 732, um decréscimo de 69 (-8.6%).

## Geografia
De acordo com o United States Census Bureau tem uma área de
1,1 km², dos quais 1,1 km² cobertos por terra e 0,0 km² cobertos por água.

## Localidades na vizinhança
O diagrama seguinte representa as localidades num raio de 16 km ao redor de Ridgecrest.